# Сексуальные действия в отношении несовершеннолетних в уголовном праве Германии
Уголовный кодекс Германии различает сексуальные действия в отношении детей до 14 лет и подростков 14-18 лет. Действия сексуального характера в отношении детей классифицируются согласно § 176, в отношении подростков — согласно § 182 УК Германии. Деяния, направленные в отношении опекаемых лиц, подпадают под действие § 174. Во всех случаях под сексуальными действиями понимаются любые действия сексуального характера.

## Классификация
В Германии не существует определённого единого возраста сексуального согласия, но действуют различные возрастные ограничения для различных форм сексуальной активности. Однако, согласно § 176 УК Германии, минимальный возраст согласия составляет 14 лет. Любые сексуальные контакты с лицами, не достигшими 14 лет, считаются сексуальным насилием в отношении детей и преследуются законом. При этом уголовная ответственность, согласно § 19 УК Германии, наступает уже с 14 лет.
Сексуальные преступления против несовершеннолетних УК Германии разделяет на следующие группы:
- Сексуальные действия в отношении детей до 14 лет (§ 176)
- Сексуальные действия в отношении детей до 14 лет с отягчающими обстоятельствами (§ 176a)
- Сексуальные действия в отношении детей до 14 лет со смертельным исходом (§ 176b)
- Сексуальные злоупотребления в отношении несовершеннолетних 14-18 лет (§ 182)
- Сексуальные злоупотребления в отношении опекаемых (§ 174)

## Сексуальные действия в отношении детей до 14 лет
Сексуальные контакты с детьми до 14 лет как в активной, так и в пассивной форме наказываются лишением свободы сроком от шести месяцев до 10 лет (§ 176, абз. 1-3). Точно также наказываются и третьи лица, побуждающие ребёнка к сексуальному контакту со взрослым. В особо тяжких случаях минимальный срок наказания составляет не менее одного года.
Согласно абз. 4 § 176, лишением свободы сроком от трёх месяцев до пяти лет наказываются совершеннолетние лица за совершение сексуальных действий в присутствии ребёнка, принуждение ребёнка до 14 лет к другим сексуальным действиям (не подпадающим под вышеописанные случаи частей 1-3), демонстрацию ребёнку порнографической продукции с целью поощрения совершения им сексуальных действий непосредственно с обвиняемым или с третьим лицом или сексуальных действий в присутствии совершеннолетних, равно как и за демонстрацию любой порнографической продукции или даже разговоры на соответствующие темы.
Сроком от трёх месяцев до пяти лет наказываются лица, в отношении которых доказан факт вступления с другим лицом в сговор с целью совершения указанных действий в отношения ребёнка или доказан факт обещания или предложения третьему лицу предоставления ребёнка для совершения любых указанных сексуальных действий с ним (§ 176, абз. 5).
Приготовление к преступлению и покушение на совершение сексуальных действий с ребёнком также наказуемы (§ 176, абз. 6). Исключение составляют случаи несостоявшейся попытки демонстрации порнографии ребёнку, разговоров с ребёнком на соответствующие темы, вступления в сговор с третьим лицом с целью совершения сексуальных действий с ребёнком или обещание предоставления ребёнка третьему лицу для совершения сексуальных действий с ним.

### Отягчающие обстоятельства
Если обвиняемый в течение предыдущих пяти лет уже был осуждён за сексуальные контакты с ребёнком или за побуждение ребёнка к совершению сексуальных контактов с другим совершеннолетним лицом, срок его заключения не может составлять менее одного года (§ 176a, абз. 1).
Минимальный срок заключения увеличивается до двух лет (§ 176a, абз. 2), если сексуальный контакт с ребёнком сопровождается пенетрацией в любой форме (как в пассивной, так и в активной) или если непосредственный сексуальный контакт с ребёнком нанёс ему физический или душевный вред. Минимальный срок лишения свободы также составляет два года и при совершении сексуального контакта с ребёнком сообща группой лиц. Срок наказания составляет также не менее двух лет (§ 176a, абз. 3), если сексуальные контакты или другие действия сексуального характера по отношению к ребёнку служат целью изготовления порнографической продукции с целью её сбыта и распространения.
Если в результате сексуального контакта с ребёнком ему были нанесены тяжёлые физические или душевные повреждения или применялись угрозы смерти, срок заключения для лица, совершившего сексуальный контакт или принуждающего ребёнка с совершению сексуального контакта с совершеннолетним, составляет не менее 5 лет (§ 176a, абз. 5). В особо тяжких случаях сексуального насилия суды Германии назначают наказание до 15 лет лишения свободы. Если в результате совершения сексуальных действий по отношению к ребёнку преднамеренно или непреднамеренно была вызвана смерть ребёнка, то срок лишения свободы по всем видам преступлений должен составлять от 10 лет до пожизненного лишения свободы (§ 176b).

### Коллизия § 176 и § 182
Параграфы 176 и 182 могут вступать в юридическую коллизию. По решению суда в отношении обвиняемого в совершении сексуальных действий в отношении ребёнка до 14 лет в случае, если будет установлено, что обвиняемый не знал о возрасте ребёнка и принимал его за подростка, достигшего 14 лет, может применяться § 182, а не § 176. Таким образом, в этом случае, во внимание принимается не фактический возраст ребёнка, а уровень сформированности у него сексуальной самоидентификации.

## Сексуальные злоупотребления в отношении подростков 14-18 лет
Минимальный возраст сексуального согласия в Германии является гендерно-нейтральным и составляет 14 лет. Но в особо оговорённых законом случаях, не связанных с естественной сексуальной активностью, сексуальные отношения с лицом 14-18 лет являются уголовно наказуемыми. Применение этого закона является гендерно независимым. То есть, мальчики и девочки должны иметь равную защиту закона. В отличие от ранее действовавшего законодательства, для составов, где это специально не указано, не существует более минимальной планки для возраста преступника (кроме общеуголовной). На практике это означает, что преступник может быть, например, моложе жертвы.
Сексуальные действия по согласию в отношении подростка 14-18 лет (как активные, так и пассивные) являются наказуемыми лишь в том случае, когда подросток находится в зависимом положении от совершающего сексуальные действия или совершает эти действия за денежное вознаграждение (к денежному вознаграждению не относится плата за работу; оба лица должны понимать, что финансовое вознаграждение, включая подарки, конфеты и даже досуг, следует именно за сексуальные действия, а не в процессе личных отношений). Равносильно квалифицируется и принуждение подростка 14-18 лет к сексуальным действиям с третьим лицом путём использования зависимого положения подростка или денежного вознаграждения. Перечисленные действия сексуального характера наказываются лишением свободы сроком до 5 лет или денежным штрафом (§ 182, абз. 1).
Лицо, достигшее 21 года, также может быть привлечено к уголовной ответственности за сексуальные действия в отношении 14-15-летнего лица, если такие действия произошли на основе использования отсутствующей у подростка сформированной сексуальной самоидентификации. Подобные действия наказываются денежным штрафом или лишением свободы на срок до трех лет (§ 182, абз. 3).
Однако в этом случае деяние преследуется только по заявлению потерпевшего, за исключением тех случаев, если органы уголовного преследования в силу особого общественного интереса в уголовном преследовании считают необходимым государственное вмешательство (§ 182, абз. 5). Верховный суд Германии в 1996 году постановил, что один лишь возраст потерпевшего не может служить доказательством отсутствия у 14-15-летнего подростка сформированной сексуальной самоидентификации. Согласно решению суда, индивидуальная способность или неспособность подростка к сексуальному самоопределению должна быть установлена в каждом конкретном подобном случае.
Во всех указанных случаях попытка совершения преступления также наказуема (§ 182, абз. 4). Суд может отказаться от преследования, если, учитывая поведение лица, признанного потерпевшим, неправомерность деяния обвиняемого была незначительной (§ 182, абз. 6).

## Сексуальные злоупотребления в отношении опекаемых
В случае, если ребёнок находится под попечением взрослого, то есть он вверен взрослому в образовательных или воспитательных целях, то в случае совершения сексуальных действий по отношению к ребёнку или подростку применяются более жёсткие правила.
Тюремным заключением сроком от трёх месяцев до пяти лет наказывается лицо, совершившее сексуальные действия в отношении доверенного ему в воспитательных или образовательных целях ребёнка, не достигшего 16 лет (§ 174, абз. 1, п. 1) или в отношении доверенного ему в воспитательных или образовательных целях ребёнка или подростка, не достигшего 18 лет, в случае злоупотребления служебным положением (§ 174, абз. 1, п. 2).
Аналогично наказывается лицо, совершившее сексуальные действия в отношении не достигшего 18-летия собственного родного или усыновленного ребёнка, а также родного или усыновленного ребёнка супруга, зарегистрированного гражданского партнёра (в однополом союзе) или незарегистрированного партнёра в бракоподобных отношениях (как другого, так и того же пола) (§ 174, абз. 1, п. 3).
Тюремным сроком до трёх лет или денежным штрафом наказывается лицо, совершившее сексуальные действия в присутствии опекаемого в указанных выше смыслах или склонившее его к совершению сексуальных действий в своём присутствии с целью собственного сексуального возбуждения или сексуального возбуждения опекаемого (§ 174, абз. 2).
Во всех случаях попытка совершения сексуальных действий является также наказуемой (§ 174, абз. 3). Суд может отказаться от уголовного преследования, если с учётом поведения опекаемого, неправомерность деяния обвиняемого является незначительной (§ 174, абз. 4).

## Различия между однополыми и разнополыми сексуальными контактами
Современный Уголовный кодекс Германии не делает никаких различий между однополыми или разнополыми сексуальными контактами, в том числе и на терминологическом уровне. Однако до 1994 года существовал отдельный параграф 175, предусматривающий для мужчин, достигших 18 лет, уголовную ответственность за однополые сексуальные контакты с детьми и подростками мужского пола, не достигшими 18 лет (§ 175, абз. 1, в редакции 1973 года) или 21 года (§ 175, абз. 1, в редакции 1969 года), в виде денежного штрафа или тюремного заключения сроком до пяти лет (§ 175, абз. 1, в редакции 1969 и 1973 года). При этом суд мог отказаться от уголовного преследования в случаях, когда возраст обвиняемого в момент совершения сексуальных действий не превышал 21 года (§ 175, абз. 2, в редакции 1969 и 1973 годов) и с учётом поведения лица, в отношении которого было совершено сексуальное действие, неправомерность деяния обвиняемого являлась незначительной (§ 175, абз. 2, только в редакции 1973 года). До 1969 года Уголовный кодекс ФРГ предусматривал уголовную ответственность и за добровольные сексуальные контакты между мужчинами независимо от их возраста.
В ГДР с 1968 года действовал § 151 УК ГДР, предусматривающий уголовное наказание сроком до трёх лет за однополые сексуальные контакты с лицом, не достигшим совершеннолетия. До 1968 года действовал старый уголовный кодекс Германии, в котором по аналогии с ФРГ имелся § 175, предусматривающий тюремное заключение за добровольные сексуальные контакты между мужчинами любого возраста. При этом тюрьмой до 10 лет наказывался достигший 21 года мужчина, совершивший сексуальные действия в отношении ребёнка или подростка мужского пола, не достигшего 21 года (§ 175a, абз. 3, в редакции 1949 года). При незначительном правонарушении тюремный срок не мог составлять менее трёх месяцев.